# عقاب الباز الأبلق
عقاب الباز الأبلق أو عقاب الباز الأسود الأبيض (الاسم العلمي: Spizaetus melanoleucus)، هو طائر جارح من الفصيلة البازية. توجد عبر جزء كبير من أمريكا الاستوائية، من جنوب المكسيك إلى شمال الأرجنتين.